# Леськівка
Ле́ськівка — село у Богодухівській міській громаді Богодухівського району Харківської області України.
- Поштове відділення:

## Географія
Село Леськівка знаходиться на обох берегах річки Рябина. На річці кілька невеликих загат. Вище за течією примикає село Зарябинка, нижче за течією за 1 км села Горбанівка і Дмитрівка.
Біля села лісовий масив (дуб). Через село проходить автомобільна дорога Р22.

## Історія
- 1662 рік — дата заснування[1]. Початкова назва - Феськівка.

Село постраждало внаслідок геноциду українського народу, проведеного урядом СССР в 1932—1933 роках, кількість встановлених жертв — 42 людей.
12 червня 2020 року, відповідно до розпорядження Кабінету Міністрів України № 725-р «Про визначення адміністративних центрів та затвердження територій територіальних громад Харківської області», село увійшло до Богодухівської міської громади.
19 липня 2020 року, в результаті адміністративно-територіальної реформи та ліквідації Богодухівського району (1923—2020), село увійшло до складу новоутвореного Богодухівського району Харківської області.

## Населення

### Мова
Розподіл населення за рідною мовою за даними перепису 2001 року:
| Мова       | Відсоток |
| ---------- | -------- |
| українська | 97,16%   |
| російська  | 2,37%    |
| угорська   | 0,47%    |

## Економіка
- У селі є молочно-товарна ферма.